# Hangyál Károly
Hangyál Károly (Sarkad, 1928. július 6. – Csárdaszállás, 1988. november 22.) magyar vegyészmérnök, élelmiszer-kémikus.

## Családja
Édesanyja Czudor Ilona. Édesapja honvédtiszt, főtörzsőrmester volt, aki 1946-ban hunyt el. Két testvére született.
1957-ben nősült meg.
Két fia született:
- Hangyál István villamosmérnök,
- Hangyál András fogtechnikus.

## Élete

### Tanulmányai
Elemi iskoláit Sarkadon végezte. Érettségit Debrecenben tett 1947-ben.
1951-ben a Budapesti Műszaki Egyetemen szerzett vegyészmérnöki oklevelet.

### Munkássága
1981–1985 a Magyar Tudományos Akadémia Biomérnöki Munkabizottságának tagja, illetve 1986–1988 között az Élelmiszer-tudományi Komplex Bizottság Poliszaharid-kémiai Munkabizottságának tagja.

## Díjak és kitüntetések
- 'Sigmond Elek-emlékérem (1982)
- MTESZ-díj (1985)

## Főbb művei (válogatás)
- Vizsgálatok a Maribo-eljárással előállított drazsírozott cukorrépa-vetőmaggal kapcsolatban. (Vetőmaggazdálkodás, 1974)
- Víz- és szennyvíztisztítás a cukoriparban. (Élelmezési Ipar, 1978)
- A cukoripari pépviszkozimetria elvi kérdései. Többekkel. – Cukorgyári hőcserélők kiválasztásának szempontjai. Zsigmond Andrással. (1985)